# Вајнстин ефекат
Вајнстин ефекат јесте глобални тренд у коме се откривају оптужбе о сексуалном недоличном понашању познатих или моћних мушкараца.
Прва у низу оптужби изнета је у Сједињеним Америчким Државама у октобру 2017. године, када су медији известили о оптужбама за сексуално злостављање против утицајног филмског продуцента Харвија Вајнстина. Оптужбе су описане као „преломна тачка“ или „преломни тренутак“ и подстакле су „национални обрачун“ против сексуалног узнемиравања.
Ефекат је довео до покрета #МеТоо, који подстиче људе да поделе своја искуства сексуалног узнемиравања и напада, а ова два догађаја покренула су низ оптужби које су довеле до брзог уклањања многих мушкараца са позиција моћи у Сједињеним Америчким Државама. У индустрији забаве, оптужбе су довеле до отпуштања глумаца и редитеља.